# Kerrville
La ville américaine de Kerrville est le siège du comté de Kerr, dans l’État du Texas. Elle comptait 22 826 habitants  en 2009.

## Source
- (en) Cet article est partiellement ou en totalité issu de l’article de Wikipédia en anglais intitulé « Kerrville, Texas » (voir la liste des auteurs).